# کوسریا
کوسریا (به ایتالیایی: Cosseria) یک کومونه در ایتالیا است که در استان ساونا واقع شده‌است.

## خصوصیات
کوسریا ۱۳٫۷ کیلومترمربع مساحت و ۱٬۰۷۶ نفر جمعیت دارد و ۵۱۶ متر بالاتر از سطح دریا واقع شده‌است.